# Shamo Quaye
Shamo Quaye (* 22. Oktober 1971 in Tema; † 30. November 1997 in Accra) war ein ghanaischer Fußballspieler. Er gilt als einer der größten Fußballspieler Ghanas. Mit den Accra Hearts of Oak gewann er drei nationale Titel. Sein Tod im Jahr 1997 gibt bis heute Rätsel auf.

## Karriere
Zu Beginn seiner sportlichen Karriere spielte Quaye für den ghanaischen Drittligisten Soccer Angels, ehe er zu dem ghanaischen Spitzenklub Accra Hearts of Oak wechselte. Als 15-Jähriger gab er dort 1986 sein Debüt und gewann mit dem Pokalsieg gegen Cornerstones FC seinen ersten Titel. In der Saison 1989/90 schoss er den Verein vor Erzrivale Asante Kotoko mit 13 Toren zum Double aus Meisterschaft und nationalen Pokal. Mit Ghana nahm der offensive Mittelfeldspieler an den Olympischen Sommerspielen 1992 teil. Quaye trug die Rückennummer 10 und scheiterte mit Ghana erst im Halbfinale gegen den späteren Sieger Spanien, der u. a. mit Pep Guardiola und Luis Enrique antrat, und gewann gegen Australien die Bronzemedaille. Seine damaligen Teamkollegen wie Sammy Kuffour und Mohammed Gargo konnten in der Folgezeit im europäischen Spitzenfußball (u. a. beim FC Bayern München) Fuß fassen. Quaye jedoch schaffte es noch nicht nach Europa. Ihn zog es 1993 zunächst nach Saudi-Arabien zu al-Qadisiyah, wo er in zwei Spielzeiten 50 Mal zum Einsatz kam. Zudem gewann er mit dem Verein 1994 den Asienpokal der Pokalsieger.
Zur Spielzeit 1995/96 kehrte er zurück nach Ghana zu den Hearts of Oak. Quaye galt zu der Zeit als einer der besten ghanaischen Fußballspieler und wird heute in Ghana neben Legenden wie Anthony Yeboah, Sammy Kuffour, Charles Akonnor und Anthony Baffoe oft in einem Atemzug genannt. Erst 1996 konnte er den Schritt nach Europa gehen und wechselte zum schwedischen Erstligisten Umeå FC. Er absolvierte 20 Spiele und schoss dabei drei Tore. Am Ende der Saison stieg Umeå ab, Quaye blieb jedoch beim Verein und spielte eine weitere Saison in der zweiten schwedischen Liga.
Quaye war bis zu seinem Tod fester Bestandteil der ghanaischen Nationalmannschaft, für die er 41 Spiele absolvierte.

## Spielweise
Quaye war wegen seiner Spielweise in Ghana sehr beliebt. Er besaß außergewöhnliche Fähigkeiten, die ihm u. a. den Spitznamen „Shamo Wonder“ und „Leather“ einbrachten, da er „eins mit dem Ball“ war und „Wunder vollbrachte“. So traf er zum Beispiel regelmäßig per Fallrückzieher oder mit Schüssen von der Mittellinie aus. Sogar die gegnerischen Fans applaudierten. Er war ein klassischer Spielmacher und wurde aufgrund seiner Fähigkeiten mit dem legendären brasilianischen Stürmer Bebeto verglichen. Er war bei seiner geringen Körpergröße von 1,66 m stämmig und hatte einen tiefen Körperschwerpunkt, was ihm einen entscheidenden Vorteil auf dem Feld brachte.
In einer verbreiteten modernen Legende Ghanas, inspiriert durch die beliebten Bollywood-Filme, soll Quaye bei einer 1:100-Niederlage gegen eine mit magischen Kräften ausgestattete indische Auswahl das ghanaische Tor geschossen haben, das aufgrund einer im Vorhinein ausgemachten Regel zum Sieg reichte, und dafür mit seinem Leben bezahlt haben.
Auch neben dem Platz wurde Quaye mit seinen menschlichen Qualitäten geschätzt.

## Tod
Quayes Tod gilt bis heute als großes Rätsel, es gibt unzählige Versionen der Ereignisse, die die Nation schockierten. Die offizielle Version lautet, dass der damals 26-jährige Mittelfeldspieler nach Saisonende in Schweden in sein Heimatland zurückreiste und bei einem Trainingsspiel mit Freunden von einem Ball im Gesicht getroffen wurde, wodurch Komplikationen entstanden seien, die zu seinem Tod geführt hätten.
Bartholomäus Grill, damals Afrika-Korrespondent der Zeit, schrieb jedoch, Quaye sei nach der Saison in Schweden nach Afrika zurückgekehrt, um Schulden bei seinem alten Verein einzutreiben. Quaye soll sogar gedroht haben, den Verein zu verklagen. Beim Abendessen mit seiner Familie soll ihn eine zwei Meter lange Puffotter in seinem eigenen Haus gebissen haben. Er starb auf dem Weg ins Krankenhaus. In Ghana wird dieser Vorfall mit der schwarzen Magie Juju erklärt. Die Schlange repräsentiere dabei das „dreckige Geschäft des Fußballs“, das er mit seinem Wechsel ins reiche Schweden herausgefordert habe.
Eine andere Variante besagt, dass die Schlange die Rache dafür war, dass Quaye einem Familienmitglied zwei Trucks und ein Fischernetz schuldete. Eine weitere Theorie behauptet, der Tod habe mit seiner Mutter zu tun, die eine Fetischpriesterin war. Als sie starb, soll auch seine Kraft erloschen sein. Er hatte keine Chance, sich gegen das Böse, repräsentiert durch die Schlange, zu wehren.
Laut der Zeitung New African soll Quaye nach dem Biss im Krankenhaus behandelt und entlassen worden sein. Am folgenden Tag soll sich sein Gesundheitszustand jedoch verschlechtert haben und er klagte über starke Halsschmerzen. Erneut im Krankenhaus starb er allerdings nicht an dem Schlangenbiss. Er soll erstickt sein, da seine Atemwege stark angeschwollen waren.

## Erfolge

### Verein
- Ghanaischer Fußballmeister: 1990
- Ghanaischer Pokalsieger: 1989, 1990
- Asienpokal-der-Pokalsieger-Sieger: 1994

### Nationalmannschaft
- Bronzemedaille bei den Olympischen Sommerspielen: 1992

### Persönlich
- Entdeckung der Saison: 1987